# Tovomita micrantha
Tovomita micrantha är en tvåhjärtbladig växtart som beskrevs av J. C. Smith. Tovomita micrantha ingår i släktet Tovomita och familjen Clusiaceae. Inga underarter finns listade i Catalogue of Life.